# Euleia
Genre
Euleia est un genre d'insectes diptères de la famille des Tephritidae.

## Liste d'espèces
Selon ITIS (27 juin 2011) :
- Euleia fratria (Loew, 1862)
- Euleia heraclei (Linnaeus, 1758) - Mouche du céleri
- Euleia kovalevi (Korneyev, 1991)
- Euleia marmorea (Fabricius, 1805)
- Euleia odnosumi (Korneyev, 1991)
- Euleia rotundiventris (Fallen, 1814)
- Euleia scorpioides (Richter & Kandybina, 1981)
- Euleia separata (Becker, 1908)
- Euleia setibasis Hering, 1953
- Euleia uncinata (Coquillett, 1899)
- Euleia unifasciata (Blanc & Foote, 1961)